# Situla (astronomia)
Kappa Aquarii (κ Aqr / κ Aquarii), anche nota con il nome tradizionale di Situla (dal latino, "brocca"), è una stella gigante arancione di magnitudine 5,04 situata nella costellazione dell'Aquario. Dista 234 anni luce dal sistema solare.

## Osservazione
Si tratta di una stella situata nell'emisfero celeste australe, ma molto in prossimità dell'equatore celeste; ciò comporta che possa essere osservata da tutte le regioni abitate della Terra senza alcuna difficoltà e che sia invisibile soltanto molto oltre il circolo polare artico. Nell'emisfero sud invece appare circumpolare solo nelle aree più interne del continente antartico. La sua magnitudine pari a 5 fa sì che possa essere scorta solo con un cielo sufficientemente libero dagli effetti dell'inquinamento luminoso.
Il periodo migliore per la sua osservazione nel cielo serale ricade nei mesi compresi fra fine agosto e dicembre; da entrambi gli emisferi il periodo di visibilità rimane indicativamente lo stesso, grazie alla posizione della stella non lontana dall'equatore celeste.

## Caratteristiche fisiche
La stella è una gigante arancione; possiede una magnitudine assoluta di 0,76 e la sua velocità radiale positiva indica che la stella si sta allontanando dal sistema solare.

## Sistema stellare
Kappa Aquarii è un sistema stellare formato da due componenti. La componente principale A è una stella di magnitudine 5,04. La componente B è di magnitudine 8,8, separata da 98,3 secondi d'arco da A e con angolo di posizione di 247 gradi.

## Occultazioni
Per la sua posizione prossima all'eclittica, è talvolta soggetta ad occultazioni da parte della Luna e, più raramente, dei pianeti, generalmente quelli interni.
Le ultime occultazioni lunari avvennero rispettivamente il 28 giugno 2013 e il giorno 11 novembre 2013.